# Цогт-Очирын Лоохууз
Цогт-Очирын Лоохууз в ряде источников Ц. Лохуз (1923 — 14 мая 2018) — монгольский государственный и политический деятель, жертва политических репрессий.

## Биография
Родился в 1923 году в сомоне Чандмань Гоби-Алтайского аймака на реке Ботгон.  Его отец, Рагчаагийн Цогт-Очир, был кожевником и большим мастером своего дела. Семья кочевала на пастбищах на хребте  Ишигний нуруу. Отец был арестован Министерством внутренних дел в 1932 году и содержался в тюрьме Улястай. В 1939 году Лоохууз с отличием окончил местную начальную четырёхлетнюю школу, в 1942 году окончил трехлетний курс Финансового техникума, а в 1944 году двухлетние курсы при вновь созданном Партийном институте ("Монгольская высшая школа для новых кадров"). В 1950 году молодой и перспективный член партии был избран во вновь созданное Лекционное бюро ЦК партии, стал одним из первых монгольских студентов Высшей партийной школы при ЦК КПСС, которую окончил в 1953 году. После краткой работы в Уланбаторском горкоме МНРП он стал главой отдела марксизма-ленинизма ЦК МНРП и находился на этом посту вплоть до 1954 года, когда был направлен на работу первым секретарем Гоби-Алтайского аймачного комитета МНРП.  Монгольские источники интерпретируют это назначение как опалу с целью удалить перспективного способного молодого партийца из центра в далёкую провинцию. По их мнению он попал под подозрение, когда перевёл историю Монгольской Народной Республики на русский язык и опубликовал свои взгляды на политику партии, развитие и перспективы страны.  Однако, работая на родине,  председателем аймачного комитета партии Лоохууз, по мнению тех же источников,  показал  значительные успехи в развитии  Гоби-Алтайского аймака. В 1955 году основал в Гоби-Алтайском аймаке краеведческий музей, первый музей такого рода в Монголии. В 1956 году  женился в Гоби-Алтае. 
С 1956 по 1962 год (кампания по освоению целинных земель) Лоохууз возглавлял отдел государственных хозяйств ЦК МНРП и одновременно был первым заместителем министра сельского хозяйства (по животноводству). В этот период он построил известный в Монголии Гуулинский канал для орошения в сомоне Дэлгэр в Гоби-Алтайском аймаке. Он также наладил разведение свиней, кур, кроликов, соболей, пантовые хозяйства, каракулеводство и разведение молочного крупного рогатого скота. В 1962 году поступил в аспирантуру Тимирязевской сельскохозяйственной академии в Москве для подготовки кандидатской диссертации. 

### Участник "антипартийной группы"
Во время учебы в аспирантуре советской Тимирязевской академии  он выступил с трибуны шестого пленума ЦК МНРП с критикой диктатуры того времени и призывая к реформам. 
На октябре 1964 года на пленуме ЦК КПСС советский лидер Н. С. Хрущёв был отстранён от власти. Юмжагийн Цеденбал, первый секретарь ЦК МНРП, поехал в Москву, чтобы принять участие в праздновании Октябрьской революции и попытаться выяснить изменившуюся политическую обстановку. 
В декабре 1964 года Лоохууз вернулся в Улан-батор для участия в шестом пленум ЦК МНРП. На пленуме Центральный комитет утвердил доклад Цеденбала "О мерах по усилению Партии, государства и народного контроля", одобрил поправки к 3-му пятилетнем плану (1961-1965) развития Монголии. На вечерней сессии Бандиин Сурмаажав, директор Центрального статистического бюро, высказал критические замечания по некоторым из обсуждаемых положений. Затем Балдандоржийн Нямбуу, первый секретарь аймачного Южно-гобийского парткома, выступил по выражению Цеденбала "с антипартийной бешеной атакой". Третьим выступил Лоохууз, он говорил час пятнадцать минут, не обращая внимание на попытки его прервать. Согласно протоколам его речь "была оскорбительна для партии и Товарища Цеденбала":565 Все три выступления заканчивались требованием отставки Цеденбала со всех постов. Если предшествующие "антицеденбаловские" выступления Д. Дамбы (1958), Д. Тумур-Очира (1962) и Л. Цэнда (1963),  отражали настроения части партийной элиты, политическое выступление Б. Сурмаажава, Б. Нямбуу и Ц. Лоохууза выразило настроения довольно значительной части монгольского общества, они опирались на многочисленные связи как с партийными работниками и государственными служащими, так и с представителями научной и творческой интеллигенции. Как показало позднейшее партийное расследование, накануне пленума ими была проведена большая подготовительная работа, что, по-видимому, придало им уверенность в успехе.
Но Ю. Цеденбал не был застигнут врасплох: он снова показал себя мастером закулисной политической интриги. До начала пленума ему удалось нейтрализовать ключевые фигуры, на которые Ц. Лоохууз и другие делали ставку, кроме того он сумел переориентировать в свою пользу большинство руководителей аймачных парткомов. В результате VI пленум ЦК МНРП осудил выступления Лоохууза, Нямбу и Сурмажава как «раскольнические, фракционные и анти-партийные, идущие вразрез с генеральной линией партии» и защищающие «несовместимый с марксизмом-ленинизмом национализм»; «вредные и опасные для единства партии, для дела социализма». Пленум вывел их из состава ЦК и исключил из рядов партии15. Все трое были названы «антипартийной группой Лохуза, Нямбу и Сурмажава».

### Репрессии
В январе 1965 года Цогт-Очирын Лоохууз и другие члены "антипартийной группы" были сосланы в сельскую местность в разных частях страны, все они находились в ссылке под строгим надзором, будучи разлучённым со своими семьями. С 1965 по 1976 год Лоохууз работал пастухом и рабочим в свинарнике  в сельскохозяйственное объединение Богд-сомон Убурхангая (по другим сведениям  Эрдэнэсант). Госхоз выделил 200 тельных овец, за их выпас Лоохууз получал 17 тугриков в месяц. Семья жила натуральным хозяйством, но на заработанные деньги невозможно было одеть 4 человек. Лоохууз начал выделывать шкуры мертвых ягнят, которые никто не использовал. Затем он перешел на шкуры крупного рогатого скота, и, занявшись ювелирным ремеслом, начал производить традиционные монгольские седла с серебряными украшениями. К 1971 году семья Лоохууза была самой богатой в сомоне. Но в месте первоначальной ссылки Лоохууза не было школы десятилетки для старшего сына, поэтому в 1972 году он был вынужден переселиться в сомон Хархорин, где работал учетчиком на свиноводческих и птицеводческих фермах.  В 1976 он был арестован по обвинению за незаконной торговле и владении частной собственностью и осуждён на 6 лет заключения, которые он провёл в  тюрьме  Бэрлэг в Зуунхаре в Селенгинском аймаке. Большинство заключённых Бэрлэга работали на лесозаготовках, но Лоохууза не выпускали из здания тюрьмы в течение 5 лет. В ссылке Лоохууз подрабатывал кожевенным и скорняжным делом, следуя ремеслу своего отца, он также был прекрасный ювелир и делал ювелирные украшения даже в тюрьме. 
После отбытия срока он провёл ещё 8 лет в ссылке в сомоне Баянзурх Хубсугульского аймака. Там он работал помощником адвоката. В Баянзурхе у Лоохууза периодически возникали депрессии, которые усилились после загадочного убийства другого партийного диссидента Д. Тумур-Очира. В 1983 году, когда пришел пенсионный возраст, он обратился к властям с просьбой разрешить спокойно пожить в детьми, но воссоединение семьи не было позволено. К концу ссылки  он уехал на родину в Чандмань-сомон.

### Возвращение в политику
В 1989 году Лоохуузу было позволено жить с семьей в Улан-Баторе. В марте 1990 года в газете "Унэн" появилась статья, положительно оценивающая Лоохууза  и других участников "антипартийной группы". 18 мая президиумом ЦК МНРП было принято решение о реабилитации бывших видных членов МНРП:  Ц. Лоохууза, Б. Нямбуу, Б. Сумаацава, Д. Тумур-Очира. Лоохууз получил реституцию за конфискованную собственность и упущенную заработную плату за 25 лет. В результате демократической революции 1990 года в Монголии Цогт-Очирын Лоохууз смог вернуться  к политической деятельности. Цогт-Очирын Лоохууз вместе с Б. Нямбуу вошёл в Монгольскую партию возрождения (монг. Монголын Сэргэн Мандлын Нам), зарегистрированную 18 января 1992, а в октябре того же года слившуюся с другими партиями при образовании Монгольской национально-демократической партии. 
Он был избран членом Народного Великого Хурала в 1990 году и стал заместителем его председателя в 1991. Стал членом сформированной Хуралом "Ассоциации составителей демократической конституции" (монг. Ардчилсан Үндсэн хуулийн тогтоогчдын хоолбоо):235 и утвердил первую демократическую конституцию. Стал первым председателем Национальной комиссии по правам человека. В 1992 году был выдвинут на пост президента Монголии в соперничестве с  П. Очирбатом, но снял свою кандидатуру, так как считал, что за четверть века ссылки он отстал от социальной, политической и глобальной информации и не сможет преодолеть это.
В июне 2013 года девяностолетний Лоохууз начал вести собственный канал в Твитере, но опубликовал лишь 12 твитов. 24 декабря 2014 года Ц. Лоохуузу присвоено звание заслуженного экономиста Монголии.
Скончался 14 мая 2018 года.

## Семья
Мать Лооххуза умерла, когда ей было 40 лет, в семье было 5 детей, то есть у Лоохууза было ещё три сестры и один старший брат, Халтар-Ухна, он погиб во время службы в армии от отравления.  Лоохууз женился в 1956 году, но у него долго не было своих детей, они с женой усыновили  мальчика и девочку. Родной сын Л. Сантцэрэн родился уже в ссылке в 1971 году, стал ювелиром и кузнецом, владеет сосбвтенной фирмой. Второй родной сын родился в 1976 году за день до ареста Ц. Лоохууза. Приёмная дочка сменила отчество на отчество своего биологического отца, и единственная смогла получить образование за границей. Жена Лоохууза развелась с ним, для того, чтобы дети могли получить достойное образование.